# NGC 4294
NGC 4294 је спирална галаксија у сазвежђу Девица која се налази на NGC листи објеката дубоког неба.
Деклинација објекта је + 11° 30' 35" а ректасцензија 12h 21m 17,8s. Привидна величина (магнитуда) објекта NGC 4294 износи 11,8 а фотографска магнитуда 12,5. Налази се на удаљености од 18 милиона парсека од Сунца. NGC 4294 је још познат и под ознакама UGC 7407, MCG 2-32-9, CGCG 70-24, IRAS 12187+1147, VCC 465, KCPG 330B, PGC 39925.